# Idioma tetserret
El tetserret es un idioma bereber occidental hablado por dos tribus de tuaregs: Ait-Awari y Kel Eghlal de la comuna de Akoubounou en Níger.
Los hablantes son bilingües en tawellemmet; un idioma tuareg que ha influido mucho en el tetserret, y solo adultos: en 2011, no había niños que dominaran el tetserret, por lo que es un idioma en peligro de extinción.
La etimología popular es que tet-serret significa "el lenguaje de Sirte".
- Datos: Q7706841